# Westliche Zhou-Dynastie

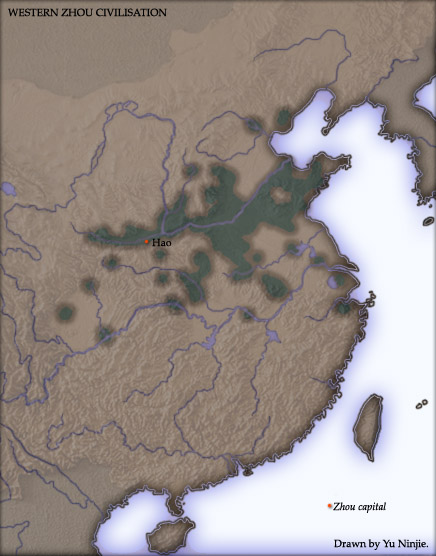
Westliche Zhou-Dynastie (Karte) (1122/1045–770 v. Chr.)

In der chinesischen Geschichte wird allgemein die Zhou-Dynastie in zwei Perioden unterteilt. Die erste Periode von der Errichtung der Dynastie im 11. Jahrhundert v. Chr. bis 771 v. Chr. wird die Westliche Zhou-Dynastie (西周) genannt. Die Periode von 770 v. Chr. bis zur Abdankung des letzten Zhou-Königs im Jahre 256 v. Chr. wird als die Östliche Zhou-Dynastie bezeichnet.
Die Bezeichnung Westlich oder Östlich stammt von der jeweiligen Hauptstadt der beiden Perioden. Die Westliche Zhou-Dynastie hatte ihre Hauptstadt Hao (鎬,  Hào) (Zongzhou (宗周,  Zōngzhōu)), in der Nähe des heutigen Xi’an in der Provinz Shaanxi, während die Östliche Zhou-Dynastie im östlich gelegenen Luoyang (洛陽,  Luòyáng) in der heutigen Provinz Henan ihre Hauptstadt errichtet hatte.
Von der Westlichen Zhou-Dynastie sind umfangreiche Artefakte, Ausgrabungsstätten und zeitgenössische Dokumente bekannt. Die erste umfassende chinesische Geschichtsschreibung sowie Literatursammlung erschienen auch relativ zeitnah, so dass auch über die Kultur und das Leben relativ viel bekannt ist. Das Jahr 841 v. Chr. ist das erste Jahr, das in der chinesischen Geschichte bis auf die Jahreszahl datiert werden kann. Durch die tagesgenaue Aufzeichnung einer Sonnenfinsternis am 6. September 776 v. Chr. kann sogar der damalige chinesische Kalender bis auf den Tag genau mit dem heutigen Kalendersystem in Übereinstimmung gebracht werden.

## Anfang
Der Stamm Zhou soll bereits während der Zeit der Xia-Dynastie im Westen der heutigen Provinz Shaanxi gelebt haben. Wie alle Königs- und Fürstenhäuser der chinesischen Antike führten sie ihre Abstammung auf einen der sagenhaften Urahnen der Chinesen oder weisen Könige zurück. Diese Abstammungssagen sind natürlich heute nicht mehr zu belegen. Der Familienname der Zhou ist Ji (姬). Während der Shang-Dynastie wurde der Stamm Zhou jedoch zunehmend stärker. Sie verlagerten sich in das fruchtbare Gebiet im Zentrum von Shaanxi; landwirtschaftliche Erfolge legten den Grundstein für ihr Aufstreben. Der wirtschaftlichen Erstarkung folgte die politische und militärische. Durch mehrere Feldzüge konnten sie die nördlichen Nomaden zurückdrängen sowie weiter nach Westen bis zum heutigen Sichuan vordringen. Auch politisch nahm ihr Einfluss zu, so dass sich viele Nachbarstämme politisch an sie anlehnten. Die Ausgrabung der Zhou-Ahnentempel dieser Zeit sowie die aus der Ausgrabung erhaltenen über 100.000 Orakelknochen belegen diesen Prozess. Dies führte unweigerlich zum Konflikt mit der Shang-Dynastie, so dass letztere militärische Strafexpeditionen nach Westen schicken musste. Am Ende der Shang-Dynastie jedoch war die Macht der Zhou nicht mehr ignorierbar. Auf einer Versammlung konnte der Zhou-Herrscher die Mehrheit der Stämme hinter sich bringen, so dass er offen gegen Shang rebellieren konnte.
In einer Entscheidungsschlacht lief die Armee des letzten Shang-Königs Di Xin zu Zhou über. Er verbrannte sich mitsamt seinem Palast und beendete so die Dynastie. Dieses Ereignis wird von einigen Historikern auf das Jahr 1057 v. Chr. zurückgerechnet; die Datierung ist jedoch umstritten.

## Staat und Gesellschaft
Um das eroberte Land unter Kontrolle zu halten, belehnte der Zhou-König das Land an seine Verwandten und Getreuen. Nach späterer Geschichtsschreibung wurden so 71 Fürsten belehnt, von denen 53 direkte Verwandte des Königs waren. Da das Zentrum der Zhou im Westen des Landes lag, wurden besonders vertrauenswürdige Fürsten mit dem Land im Osten belehnt. Die nördlichste Hauptstadt dieser Lehnstaaten lag in der Nähe vom heutigen Peking. Der südlichste Staat kontrollierte den mittleren Lauf des Jangtsekiang. Die Fürsten belehnten ihrerseits das Land an niedere Adlige. Dieses System wurde über die Adelsstufen fortgesetzt. Das Land konnte ohne Erlaubnis des ranghöheren Lehnsherrn nicht veräußert oder verteilt werden. Die Bauern, die auf diesen Ländereien arbeiteten, waren an das Land gebunden und wurden bei einer Umverteilung mitverteilt. Besonders in den fruchtbaren Ebenen wurde das Land in quadratische Zellen aufgeteilt. Zumindest am Anfang der Westlichen Zhou-Zeit gab es klare Vorschriften, wie viel Land ein Adliger eines bestimmten Ranges besitzen durfte oder musste.
Ideologisch wurden die lokalen Fürsten über das System des Ahnentempels an das zentrale Königshaus gebunden, das den Tempel der Stammahnen verwaltete. Diese Stammahnen galten als Oberhaupt der anderen Ahnen. Damit erhielt der König das Amt des Hauptpriesters. Auch die Fürsten und die rangniederen Adligen, bis zu den normalen Bürgern, hatten ihren eigenen Ahnentempel (oder Schreine); allerdings galten ihre Ahnen als Nebenzweige der Stammahnen. Somit war auf der sakralen Ebene die zentrale Stellung des Königs gesichert.
Während der Westlichen Zhou-Zeit genoss der König unter den Fürsten große Autorität. Die Fürsten mussten in festgelegten Abständen zur Hauptstadt fahren, um dort ihre Aufwartung zu leisten. Dabei wurde genau festgelegt, welche Geschenke sie zu überreichen hatten. Auch waren die Fürsten verpflichtet, dem König bei militärischen Unternehmungen oder sonstigen Tätigkeiten Hilfe zu leisten. Bei größeren Feierlichkeiten wie zum Beispiel religiösen Zeremonien, Geburt, Heirat oder Tod im Königshaus hatten die Fürsten festgeschriebene Pflichten. Bei Zuwiderhandlung oder Pflichtvernachlässigung mussten die Fürsten mit Strafen bis hin zum Lehensverlust rechnen.
Die Zhou-Dynastie besaß ein ausgeklügeltes Beamtensystem. Die meisten Beamtenstellen wurden von den Vätern an die Söhne weitervererbt. Einige Amtsbezeichnungen sollten bis zur letzten chinesischen Kaiserdynastie überdauern.
Nach der Errichtung der Dynastie unterhielten die Zhou-Herrscher weiterhin ein großes Heer. Auch die lokalen Fürsten unterhielten eigene Armeen, wobei die Anzahl der Soldaten zumindest am Anfang der Westlichen Zhou-Zeit ebenfalls klar reglementiert war. Militärische Auseinandersetzungen gab es vor allem südlich des Jangtsekiang und im Norden und Westen gegen die Nomaden. Auf Befehl des Königs hatten die lokalen Fürsten militärische Hilfe zu leisten. Oft standen die Zhou-Könige persönlich an der Spitze der Armee. Die Hauptwaffe der Armee war der Streitwagen.
Das komplizierte Rechtssystem der Zhou-Zeit wurde relativ ausführlich überliefert. Mord, Raub und Diebstahl wurde mit besonderer Härte geahndet. Adlige genossen besonderen Schutz; besonders die höheren Beamten genossen de facto Straffreiheit.

## Wirtschaft
In der Westlichen Zhou-Zeit wurde die Gesellschaft in vier größere Berufsgruppen aufgeteilt: Handwerker, Händler, Bauern und Beamte.
Die Grundlage der chinesischen Wirtschaft bildete von jeher die Landwirtschaft. Das Lehensystem mit der Aufteilung des Landes ermöglichte die Entstehung großer landwirtschaftlicher Betriebe; auf manchen arbeiteten über Zehntausende von Bauern. Eine Vielzahl von Getreidearten wurde angebaut. Es gab Beschreibungen über die Anlage von Kompost und die Bekämpfung von Schädlingen. Außer belehntem Land gab es allerdings auch private Ländereien. Die meisten davon entstanden durch niedere Adlige, deren Besitz klein war und die selbst das Land bestellen mussten.
Das Handwerk und die handwerklichen Tätigkeiten waren in der Westlichen Zhou-Zeit bereits sehr ausdifferenziert. Sie wurden zusammen als die „hundert Handwerksberufe“ bezeichnet. Deutlich nahm in dieser Zeit die Verwendung von Bronzeerzeugnissen zu. Außer Behältern wurden auch Werkzeuge, Waffen, Schmuck und Musikinstrumente aus Bronze gegossen. Viele der gefundenen Bronzegefäße weisen Inschriften auf, die ihren Benutzer, Anlass des Gusses usw. festhielten; einige trugen Aufschriften von mehreren Schriftzeichen Länge. Sie sind heute sehr wichtige Dokumente, die Einblicke in das damalige höfische Leben gewähren. Allgemein wurden die Bronzeerzeugnisse immer profaner, die Gravuren einfacher und ihre Strukturen im Laufe der Zeit filigraner. Unter den ausgegrabenen Artefakten in den Provinzen Shaanxi und Henan befinden sich auch die ersten Vorläufer des Porzellans. Die frühesten entdeckten Tondächer Chinas stammen ebenfalls aus der Westlichen Zhou-Zeit. Zudem wuchs die Bedeutung eines anderen Materials, der Jade. Während der Westlichen Zhou-Zeit durfte Jade nur von Adligen getragen werden und genoss sakrale Bedeutung.
Im Vergleich zur Shang-Zeit war die Warenwirtschaft in der Westlichen Zhou-Zeit weniger ausgeprägt. Gehandelt wurden unter anderem Sklaven, wobei fünf Sklaven dem Preis eines Pferdes entsprachen.

## Kultur
Die Grundzüge des Daoismus finden sich in zeitgenössischen Dokumenten der Westlichen Zhou-Zeit. Zhou Yi (wörtlich übersetzt 'das Buch der Veränderungen aus der Zhou-Zeit') war ein Handbuch der Wahrsagekunst; hier wurden die Prinzipien von Yin und Yang zum ersten Mal erläutert. Ebenfalls aufgezeichnet wurden hier die fünf antiken chinesischen Elemente: Wasser, Feuer, Metall, Erde und Holz.
In dem Buch der Lieder, das Konfuzius 200 Jahre nach dem Untergang der Westlichen Zhou zusammengetragen hatte, wurden zahlreiche Lieder und Gedichte aus jener Zeit überliefert. Sie reichen von Liedern, die für die Ahnenverehrung bei den Riten am königlichen Hof gesungen wurden, bis zu solchen, die das Leben der einfachen Leute reflektierten. Überhaupt spielte Musik in der Zhou-Zeit eine wichtige Rolle und war als Teil der Riten kulturell etabliert. Es werden bislang umfangreich Musikinstrumente ausgegraben, so dass der Kenntnisstand über das Tonleitersystem jener Zeit recht detailliert ist. Die ausgegrabenen Musikinstrumente reichen von Blasinstrumenten aus Knochen bis zu Sätzen von Bronzeglocken, die zusammengesteckt und von mehreren Menschen bedient wurden.

## Technik und Wissenschaft
Aus der Zhou-Zeit wird das erste Mathematikbuch Chinas überliefert, das Zhoubi suanjing. Es handelt sich um ein Arithmetikbuch. Am Anfang des Buches wird ein Sonderfall des Satzes des Pythagoras genannt (ein rechtwinkliges Dreieck mit den Katheten von 3 und 4 hat eine Hypotenuse von 5). Mathematik galt als eine der sechs Künste, die bei der Erziehung eines jungen Adligen eine Pflichtübung waren.
Die traditionelle chinesische Astrologie stammt ebenfalls aus der Westlichen Zhou-Zeit. So wird die Ekliptik in 28 Sternbilder unterteilt. Darüber hinaus sind aus der Westlichen Zhou-Zeit zahlreiche Beobachtungen von Sonnenfinsternissen überliefert. Zur Beobachtung von Sonnenstand und -lauf wurden riesige Sonnenuhren errichtet, mittels derer die Menschen von damals verhältnismäßig genau die Länge des Sonnenjahrs bestimmen konnten.
Um das Land zu verwalten, begann man, genaue Karten des Landes zu erstellen, wofür eigens ein Amt eingerichtet wurde.
In der Medizin entstanden Ärzte als eigenständige Berufsgruppe. Vor allem die Herrscher leisteten sich eigene Mediziner zum Schutz und Erhalt ihrer Gesundheit.

## Das Ende der Westlichen Zhou-Dynastie
In der mittleren Periode der Westlichen Zhou-Dynastie wurde zunehmend die Schwäche in der Herrschaftsstruktur deutlich. Einige schwere militärische Niederlagen südlich des Jangtsekiang sowie die erneut aufkommende Bedrohung durch die Nomadenvölker aus dem Norden setzten das Königshaus stark unter Druck. Auch im Inneren zeigte das Lehnssystem nach über 150 Jahren Brüche. Kleinere Adlige gerieten immer mehr unter die Räder der Stärkeren; sie verarmten und verloren ihre Privilegien. Schließlich erregte die Gewaltherrschaft des Königs Li, der von ca. 877 bis 828 v. Chr. herrschte, den Unmut der Bevölkerung. Im Jahre 841 v. Chr. kam es zu Unruhen, in deren Folge der König aus der Hauptstadt verjagt wurde. In den nächsten 18 Jahren bis zum Tod des Königs musste die Hauptstadt von einem Stellvertreter verwaltet werden. Erst sein Sohn König Xuan, der von 827 – 782 v. Chr. regierte, konnte in die Hauptstadt zurückkehren, allerdings hatten diese Unruhen das Königshaus ernsthaft geschwächt. Am schwersten wog der Autoritätsverlust des Königs bei den Fürsten. Die ausgedehnten militärischen Unternehmungen des Königs Xuan brachten zwar einerseits die Minderung der Bedrohung aus dem Norden, waren jedoch andererseits nicht immer von einem Sieg gekrönt (eine Expedition nach Süden zum Beispiel endete mit einer vollständigen Niederlage), und minderten so weiter die Macht des Königshauses. Als die Nomaden im Jahre 771 v. Chr. erneut einfielen, war das Königshaus am Ende. König You, der von 781 bis 771 v. Chr. regierte, wurde getötet und die Hauptstadt Hao verwüstet. Sein Sohn König Ping (Regierungszeit 770 bis 720 v. Chr.) floh unter dem Schutz der umliegenden Fürsten nach Luoyang und gründete dort die Östliche Zhou-Dynastie.

## Könige der Westlichen Zhou-Dynastie
| Name2 | Ehrenname2                                | Regierungszeit1    |
| --- | ----------------------------------------- | ------------------ |
| Ji Fa 姬發 | Wu 武王                                   | 1046–1043 v. Chr.1 |
| Ji Song 姬誦 | Cheng 成王                                | 1042–1021 v. Chr.1 |
| Ji Zhao 姬釗 | Kang 康王                                 | 1020–996 v. Chr.1  |
| Ji Xia 姬瑕 | Zhao 昭王                                 | 995–977 v. Chr.1   |
| Ji Man 姬滿 | Mu 穆王                                   | 976–922 v. Chr.1   |
| Ji Yihu 姬繄扈 | Gong 共王                                 | 922–900 v. Chr.1   |
| Ji Jian 姬囏 | Yì 懿王3                                  | 899–892 v. Chr.1   |
| Ji Pifang 姬辟方 | Xiao 孝王                                 | 891–886 v. Chr.1   |
| Ji Xie 姬燮 | Yi 夷王3                                  | 885–878 v. Chr.1   |
| Ji Hu 姬胡 | Li 厲王                                   | 877–841 v. Chr.1   |
| | Regierung durch einen Stellvertreter 共和 | 841–828 v. Chr.    |
| Ji Jing 姬靜 | Xuan 宣王                                 | 827–782 v. Chr.    |
| Ji Gongsheng 姬宮湦 | You 幽王                                  | 781–771 v. Chr.    |
| 1 Die erste allgemein akzeptierte Jahreszahl ist 841 v. Chr. Die Jahreszahlen davor sind nicht gesichert und umstritten. Die hier angegebenen Jahreszahlen stammen von dem von der chinesischen Regierung initiierten Xia-Shang-Zhou Chronologisches Projekt, das im Jahre 2000 diese Zahlen veröffentlicht hat; sie dienen hier lediglich als Referenz. |                                           |                    |
| 2 Der Name der chinesischen Herrscher ist kompliziert. Meistens haben die Herrscher mehrere Namen. Der erste Name ist der tatsächliche Name, wenn man will, der bürgerliche Name. Nach chinesischer Tradition steht der Familienname vor dem persönlichen Namen; diese wird auch hier verwendet. Der zweite Name ist ein Ehrenname, der posthum vom Nachfolger oder von Herrschern späterer Dynastien verliehen wird. Unter diesem Namen sind die Herrscher am bekanntesten. Deswegen wird hier auch der Link zu den Herrschern von hier aus erstellt. |                                           |                    |
| 3 Der siebente und der neunte König haben einen sehr ähnlich transkribierten Ehrennamen (Yì und Yí). Sie unterscheiden sich aber in den chinesischen Schriftzeichen und der Aussprache. |                                           |                    |